# 2723 Gorshkov
2723 Gorshkov (1978 QL2) là một tiểu hành tinh vành đai chính được phát hiện ngày 31 tháng 8 năm 1978 bởi Chernykh, N. ở Nauchnyj.